# Pentax-M-Serie

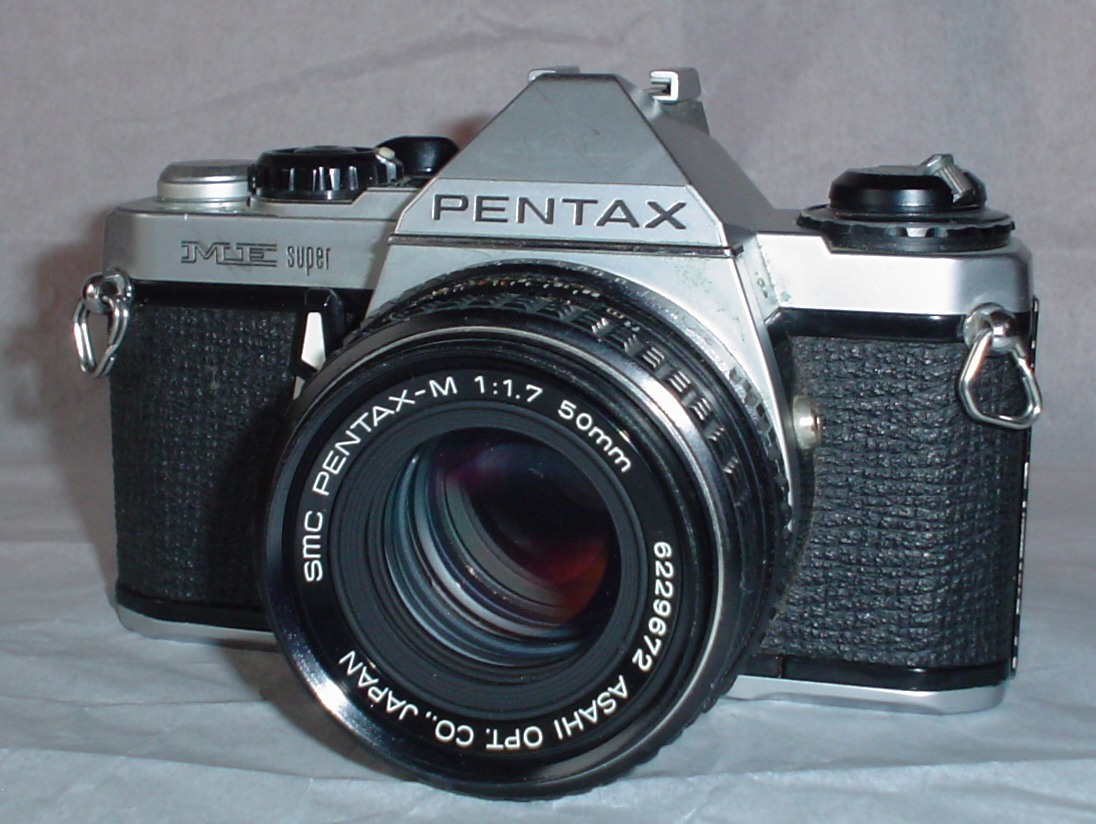
Pentax ME Super mit Objektiv

Die Pentax-M-Serie ist eine Serie von Kleinbild-Spiegelreflexkameras der japanischen Firma Asahi mit K-Bajonett und Blendensimulation.
Auffälligstes Merkmal der 1976 mit den Modellen Pentax ME und Pentax MX eingeführten M-Serie ist ihre geringe Größe und Gewicht für eine 35-mm-Spiegelreflexkamera mit TTL. Darüber hinaus haben die ersten Modelle dieser Kameras einen besonders großen Sucher mit Vergrößerung von 0,95× bis 0,97×.
Die voll mechanisch gesteuerte MX hat außer der kompakten Bauform wenig mit der elektronisch gesteuerten ME (ME = Mini Electronic) gemeinsam und wird daher hier nicht weiter beschrieben.
Passend zu den kleinen Kameras startete Pentax ab 1977 eine ebenfalls kompakte Objektivserie, die M-Serie (SMC Pentax-M).

## Pentax ME

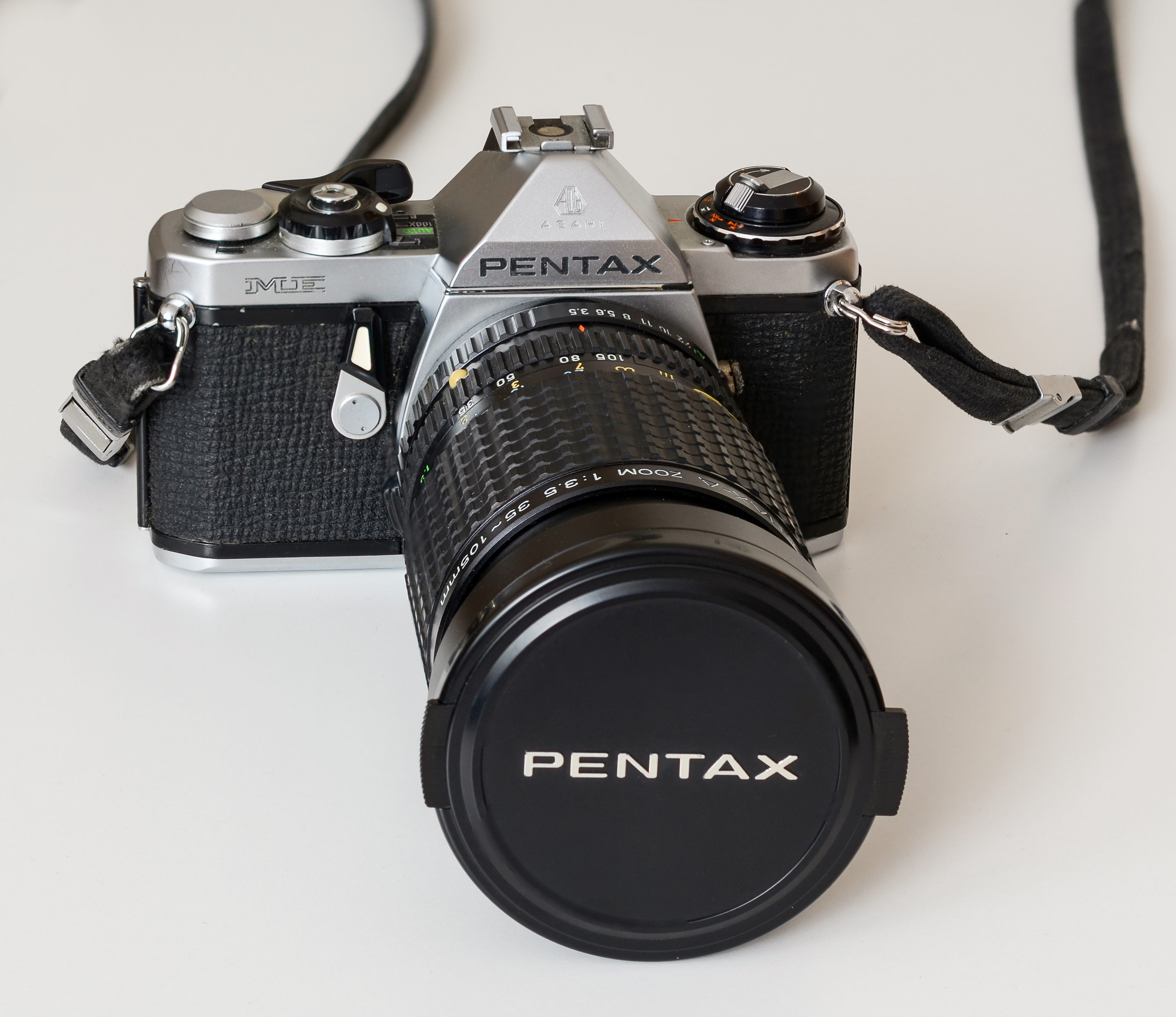
Pentax ME mit angesetztem 35-105er Zoomobjektiv

Die Pentax ME wurde von 1976 bis 1980 gebaut und gehört zu den elektronischen Kameras, die für die Verschlusssteuerung auf Batteriestrom angewiesen sind. Allerdings wird die Blitzsynchronzeit von 1/100 s mechanisch eingesteuert und kann so auch bei leeren Batterien als „Notzeit“ eingesetzt werden. Die Belichtungsmessung erfolgt TTL und mittenbetont integral. Sie war zur Zeit ihrer Erscheinung eine der kleinsten und leichtesten 35-mm-Spiegelreflexkameras.
Die ME hat abgesehen von den manuellen Zeiten B und X (1/100 s) als einzige Betriebsart Zeitautomatik. Zur Bedienung wird mittels Blendenring am Objektiv eine Blende vorgewählt, die Kamera wählt dazu die passende Belichtungszeit, die über eine 16-stufige LED-Reihe im Sucher angezeigt wird.
Die Belichtungsmessung startet, in dem der Auslöser angetippt wird.

### Daten
- Der Verschluss von Seiko (Seiko MFC-E) ist ein Metall-Lamellenverschluss (Schlitzverschluss), der vertikal abläuft. Die Verschlusszeiten sind einstellbar von 8 bis 1/1000 s und B, die Blitzsynchronisationszeit beträgt 1/100 s.
- Der Selbstauslöser hat eine Vorlaufzeit von 8 bis 9 s.
- Der Sucher ist ein Pentaprisma mit Silberbeschichtung, die Mattscheibe war durch den Service von Pentax auswechselbar. Der Sucher zeigt 92 % des Filmformates an (95 % Bildbreite und 98 % Bildhöhe) mit einer Vergrößerung 0,95× (50-mm-Objektiv bei unendlich). Zur Scharfstellung dienen drei Einstellhilfen: Mattscheibe, Mikroprismenring und Schnittbildindikator.
- Die einstellbare Filmempfindlichkeit reicht von 12 bis 1600 ASA, die Belichtungskorrektur ist von ¼× bis 4× einstellbar.
- Gallium-Arsenid-Fotodioden bilden das Lichtempfänger-Element des Belichtungs- und Steuersystems der ME Super.
- Als Batterien kommen zwei 1,5-V-Silberoxid- (G13 / A76, SR44) oder 1,5-V-Alkalinebatterien (LR44) zum Einsatz, die LEDs der Belichtungsanzeige im Sucher dienen gleichzeitig als Batterieprüfanzeige.

## Pentax ME Super
Die Pentax ME Super wurde von 1980 bis 1987 als Weiterentwicklung der ME gebaut. Zusätzlich zur weitgehend entsprechenden ME erhielt sie eine manuelle Belichtungssteuerung mittels zweier Tasten, das Gehäuse blieb aber ansonsten unverändert.
- zusätzlich manuelle Vorwahl der Belichtungszeit über Tasten
- mechanische (Not-)Zeit und Blitzsynchronisationszeit 1/125 s statt 1/100 s
- Schnellerer Verschluss von Seiko (Seiko MFC-E2) mit Zeiten von 4 s bis 1/2000 s statt 8 s bis 1/1000 s
- zusätzlicher Kontakt am Zubehörschuh zur Blitzautomatisierung
- Der Spiegel besitzt einen pneumatischen Dämpfer

## Pentax MV und MV-1
Die Pentax MV erschien ebenfalls 1980 als vereinfachtes Nachfolgemodell der ME: sie beherrschte weiterhin nur Zeitautomatik von 1 bis 1/1000 s. Entfallen sind die Anzeige der Zeit im Sucher, die Belichtungskorrektur, der Anschluss für Winder und sie hat einen kleineren Sucher mit nur 0,85-facher Vergrößerung.
Allerdings wurde die Blitzautomatisierung der ME Super integriert. Die Synchronisationszeit ist weiterhin 1/100 s. Die Gehäusekappe ist aus Kunststoff.
Bei der MV-1 kann dagegen wieder ein Winder angesetzt werden.

## Pentax ME F
Die Pentax ME F, eingeführt 1981, ist die erste Spiegelreflex-Kamera mit TTL-Autofokus von Pentax und basiert auf dem Modell ME Super.
Mit dem speziellen Zoomobjektiv SMC PENTAX AF ZOOM 1:2.8 35-70mm ist eine automatische Fokussierung per Knopfdruck am Objektiv möglich. Der Antrieb dazu sitzt zusammen mit den Batterien in einem Kasten unten am Objektiv.
Für den Autofokus wurde das K-Bajonett mit elektrischen Kontakten versehen und als KF-Bajonett bezeichnet, wurde aber ansonsten nicht weiter verwendet.

## Pentax MG
Die Pentax MG wurde 1981 eingeführt und verfügt wieder über die Anzeige der Belichtungszeit, ansonsten ist sie mit der MV-1 weitgehend identisch.